# Cochirleni
Cochirleni – wieś w Rumunii, w okręgu Konstanca, w gminie Rasova. W 2011 roku liczyła 1204 mieszkańców.